# STS-87
STS-87 e осемдесет и осмата мисия на НАСА по програмата Спейс шатъл и двадесети и четвърти полет на совалката Колумбия.

## Екипаж
| Пост                         | Астронавт                                    |
| ---------------------------- | -------------------------------------------- |
| Командир                     | Кевин Крегел трети космически полет          |
| Пилот                        | Стивън Линдзи първи космически полет         |
| Специалист на мисията 1      | Уинстън Скот втори космически полет          |
| Специалист на мисията 2      | Калпана Чаула първи космически полет         |
| Специалист на мисията 3      | Такао Дои (JAXA) първи космически полет      |
| Специалист по полезния товар | Леонид Каденюк (ДКАУ) първи космически полет |

- Броят на полетите е преди и включително тази мисия.

## Полетът
Основният полезен товар на STS-87 е U. S. Microgravity Payload (USMP). USMP е четвъртата мисия на САЩ за проучване въздействието на микрогравитацията (USMP-4), а експериментите са областта на материалознанието, метеорологията и биологията. Мисията се провежда и с помощта на астрофизичната платформа за научни изследвания „Спартан 201-04“ за изследване скоростта на слънчевия вятър.
По време на мисията се провеждат експерименти, свързани с производството на кристали на бисмута и цинк в специална пещ с няколко температурни зони. По този начин се получават много големи кристали с растеж в една посока. Изследват се температурата, скоростта и формата на втвърдяване. Изследват се методи за овлажняване на твърди вещества, несмесващи се течности и други.
Полетът е проведен за десети път с т. нар. система за удължаване на полета (Extended Duration Orbiter (EDO)). Тя представлява допълнително монтирани горивни клетки с водород и кислород. Двете вещества се съединяват, образуват вода и при тази реакция се освобождава енергия, която е достатъчна за удължаване на мисията до 16 денонощия.
След успешен, почти 16-дневен полет, совалката „Колумбия“ се приземява в космическия център „Кенеди“ във Флорида.

## Параметри на мисията
- Маса:
  - Маса на при кацането: 102 717 кг
  - Маса на полезния товар: 4451 кг
- Перигей: 280 км
- Апогей: 286 км
- Инклинация: 28,4°
- Орбитален период: 90.2 мин

### Космически разходки
| № | Участници                | Начало                    | Край                      | Продължителност  |
| - | ------------------------ | ------------------------- | ------------------------- | ---------------- |
| 1 | Уинстън Скот и Такао Дои | 25 ноември 1997 00:02 UTC | 25 ноември 1997 04:45 UTC | 7 часа 43 минути |
| 2 | Уинстън Скот и Такао Дои | 3 декември 1997 09:09 UTC | 3 декември 1997 14:09 UTC | 4 часа 59 минути |